# Cabeço Raso
O Cabeço Raso é uma elevação portuguesa localizada no concelho da Madalena, ilha do Pico, arquipélago dos Açores.
Este acidente geológico tem o seu ponto mais elevado a 963 metros de altitude acima do nível do mar. Próximo desta formação montanhosa encontra-se o Cabeço do Escalvado, e o Caveiro.